# Bradornis mariquensis
Bradornis mariquensis е вид птица от семейство Muscicapidae.

## Разпространение
Видът е разпространен в Ангола, Ботсвана, Намибия, Южна Африка, Замбия и Зимбабве.